# Nebojša Simović
Nebojša Simović (* 15. November 1993 in Cetinje, Republik Montenegro, Bundesrepublik Jugoslawien) ist ein montenegrinischer Handballspieler.

## Karriere

### Im Verein
Zunächst spielte er in Montenegro für RK Partizan Tivat. 2015 ging er nach Ungarn, um für Dabas KK zu spielen. Nach vier Jahren wechselte er 2019 nach Rumänien zu HC Dobrogea Sud Constanța. In der Saison 2021/22 spielte er in Frankreich für Saran Loiret Handball. 2022 wechselte er zum deutschen Zweitligisten HSG Nordhorn-Lingen. Nach der Saison 2023/24 ging er erneut nach Rumänien um für Steaua Bukarest zu spielen.

### In Auswahlmannschaften
Mit der montenegrinischen Nationalmannschaft nahm er an den Europameisterschaften 2018 und 2022 teil.